# Ли Ыль Ён
Ли Ыль Ён (кор. 이을용; родился 8 сентября 1975, Тхэбэк) — южнокорейский футболист, выступавший на позиции полузащитника. Тренер.

## Клубная карьера
В 1995 году Ли Ыль Ён играл за футбольный клуб Корейской национальной железнодорожной корпорации «Кориэн Нэшнл Рэйлроуд». Во время службы в рядах вооружённых сил Республики Корея в 1996—1997 годах он играл за армейский клуб «Санму». Став профессионалом, в 1998—2002 годах Ли выступал за клуб «Пучхон». В 2002—2003 годах провёл сезон в аренде в турецком клубе «Трабзонспор», одержав в его составе победу в Кубке Турции. Возвратившись на родину, в 2003 году выступал за клуб «Анян» из столичного региона и на следующий год переехал вместе с клубом в Сеул. В 2004 году Ли вернулся в «Трабзонспор» и отыграл в Турции ещё два сезона. В 2006 году вернулся в «Сеул». В 2009 году перешёл во вновь созданный клуб «Канвон», где и завершил карьеру игрока в 2011 году.

## Международная карьера
В составе сборной Республики Корея Ли Ыль Ён принимал участие в Чемпионате мира 2002 года. Он забил гол в ворота сборной Турции в матче за третье место. В 2003 году Ли Ыль Ён скандально прославился в матче против Китая, когда ударил в затылок ногой китайского игрока Ли И, за что был удалён с поля. Удар Ыль Ёна стал своеобразным Интернет-мемом и поводом для создания множества юмористических монтажей.

## Достижения
Клубные
 Пучхон
- Обладатель Кубка корейской лиги: 2000

 Трабзонспор
- Обладатель Кубка Турции: 2002/03

Международные
 Республика Корея
- Победитель чемпионата Восточной Азии: 2003

## Государственные награды
- Орден «За спортивные заслуги» 2 класса Республики Корея — орден Отважного тигра (2 июля 2002)[3]